# Letterston
Letterston (em galês:  Treletert) é uma vila em rápido crescimento e uma comunidade de governo local, localizada em Pembrokeshire, sudoeste de Gales.

## Governo
A vila possui um distrito eleitoral com o nome homônimo. Esta divisão estende-se ao sul e a oeste de Hayscastle. A população total do distrito no Censo de realizado em 2011 era de 2 352.

## Demografia
A população de Letterston era de 1 245, de acordo com o censo de 2011; um aumento de 24,75% desde as 998 pessoas observadas em 2001. O censo de 2011 apresentou dados em que 42,1% da população estava apta a falar galês, uma queda de 47,2% em 2001.